# 加藤藤太郎
加藤 藤太郎（かとう ふじたろう、1887年10月28日 - 1987年10月5日）は、日本の実業家。神崎製紙創始者。元王子製紙副社長。

## 来歴・人物
香川県三野郡桑山村（現 三豊市豊中町）出身。旧制香川県立三豊中学校、東京高等商業学校（現 一橋大学）卒業。
1910年（明治43年）東京高等商業学校卒業後、王子製紙に入社。藤原銀次郎社長等の知遇を受けて、1938年（昭和13年）常務就任の後、在職37年にして、1946年（昭和21年）2月、副社長に昇任。戦後、進駐軍の指示で財閥解体になり、同年12月、副社長を10ヶ月で退任。退職金も支払われなかった。
1948年（昭和23年）藤原銀次郎から同社神崎工場の再建を託され、神崎製紙を創設、初代社長に就任。再建にあたり、融資面で東京高等商業学校同級生の元第一銀行常務の小平省三のバックアップを得た。当時の企業では、給料の遅配欠配は日常茶飯事だったが、無理してでも支払った。また給料だけでなく物も配ったりした。
1951年（昭和26年）初めて従業員持株制度を導入する。以降5回にわたり実施するほか、周年記念に際し実施した。1954年（昭和29年）労働組合が60歳定年制を主張した際に定年制を撤廃した。60歳になると希望により特別嘱託年金制度で終身年金を与えるというものである。1959年（昭和34年）徳島県阿南市に同社富岡工場を建設、主にアート紙の製造を行った。
1964年（昭和39年）11月、会長に就任。1967年（昭和42年）11月、相談役に退いた。
1968年（昭和43年）2月7日、神崎製紙退職慰労金1億5千万円を郷里香川県に提供、財団法人加藤奨学財団を設立、顧問に就任。初代理事長に大平正芳が就任。同年3月29日、徳島県阿南市奨学財団を合併（基金1億6千万円）、財団法人として認可され事業を開始した。
1987年（昭和62年）心不全のため逝去。享年99。

## 加藤杯
1973年（昭和48年）6月、母校香川県立観音寺第一高等学校の校内球技大会に優勝・準優勝カップを贈呈。校内球技大会が年間総合優勝制に移行、優勝・準優勝チームにカップを授与することにした。以後、加藤杯大会と称する。

## 公益財団法人 加藤奨学財団
1968年（昭和43年）2月7日、自分を育て支えてくれた人々への感謝の思いから、資質優秀にして経済的理由により修学困難な学生生徒に対し資金援助を行うこととし、自身の退職金全てを投げ出して当奨学財団を創設した。
- 奨学生の資格

大学院、大学、に在学し、学業、人物ともに優秀かつ健康であって、学資の支弁が困難と認められる者。
- 奨学生の種類

大学院奨学生
大学奨学生
- 奨学金の給与期間及び金額

大学院奨学生----月額20,000円
大学奨学生－----月額30,000円

## 栄典
- 1961年 - 藍綬褒章
- 1965年 - 勲三等瑞宝章